# Boží muka (Dolní Žďár)
Boží muka stojí na jižním konci vsi Dolní Žďár v okrese Karlovy Vary. Barokní boží muka byla v roce 1995 Ministerstvem kultury České republiky prohlášena kulturní památkou České republiky.

## Historie
Kamenná boží muka nechal postavit 1. července 1658 vévoda Julius Jindřich Sasko-Launeburský na hranici ostrovského panství při cestě za poplužním dvorem na jižním okraji vsi Dolní Žďár. Ve vyznačování hranic mezi ostrovským panstvím a majetky tepelského kláštera pokračoval jeho syn Julius Frantšek Sasko-Lauenburský, který v roce 1686 nechal osadit tyto hranice hraničními kameny a božími muky. Na těchto kamenech byl znak Sasko-Lauenburských, letopočet 1686 a iniciály J.F.H. z S. (Julius Franz Herzog zu Sachsen).
Po ukončení druhé světové války byli nuceně vysídleni němečtí občané a o drobné památky neměl kdo pečovat. Boží muka chátrala. V roce 1995 byla Ministerstvem kultury České republiky prohlášena kulturní památkou České republiky a v roce 2021 byla opravena.

## Popis
Na jednostupňové základně stojí sokl s patkou a odstupňované římsy. Na kubickém těle soklu je znak vévodů sasko-lauenburských (severní a jižní strana), reliéf s textem:„Diese mar / ter ausyericht / i. July Ao 1658“ (východní strana) a téměř nečitelný nápis. Na sokl nasedá válcový hladký sloup s korintskou hlavicí, na níž je posazena otevřená kaplice ukončena jetelovým křížem. Kolem sloupu jsou čtyři novodobé sloupky s nataženým kovovým řetězem.

### Rozměry
Základna: 1,41×1,43×0,09 m
Sokl: celková výška 1,08 m
- patka: 0,94×0,94×0,37 m
- tělo soklu: krychle o straně 0,55 m
- římsa:0,93×0,90×0,17 m

Sloup: celková výška 3,26 m
- patka: průměr 0,53 m, výška 0,17 m
- dřík: průměr 0,39 m, výška 2,4 m
- hlavice: výška 0,7 m

Kaplice: výška 0,76 m
Kříž: výška 0,5 m